# Coldplay
Coldplay ist eine britische Pop-Rock-Band, bestehend aus Chris Martin, Jonny Buckland, Will Champion und Guy Berryman. Coldplay ist mit mehr als 100 Millionen verkauften Alben weltweit der erfolgreichste und einflussreichste Musik-Act des 21. Jahrhunderts.

## Bandgeschichte

### Gründung und erste Jahre (1996–1999)
Martin, Berryman, Buckland und Champion lernten einander als Studenten am University College London kennen und gründeten im September 1996 eine Band. Martin studierte Alte Geschichte, Buckland Mathematik, Astrophysik und Astronomie und Champion Anthropologie. Berryman studierte zunächst Ingenieurwissenschaften und später Architektur. Im Gegensatz zu allen anderen Bandmitgliedern schloss er kein Studium ab.
Chris Martin und Jonny Buckland, die sich in der Orientierungswoche am College kennenlernten, waren die ersten Mitglieder der Band. Sie spielten zunächst in einer Band namens „Pectoralz“, bis Guy Berryman, ein Klassenkamerad der beiden, hinzustieß. Ursprünglich gründeten die vier Mitglieder die Band unter dem Namen „Starfish“ (deutsch: „Seestern“). Unter diesem Namen spielte die Band zunächst einige Konzerte in kleineren Clubs in Camden. Phil Harvey, ein Studienkollege und Freund von Chris Martin, wurde hierfür als Manager engagiert, fungiert heute als künstlerischer Leiter und wird als fünftes Mitglied angesehen.
1998 änderte die Band den Namen von Starfish auf Coldplay. Im März 1998 erschien die Safety EP, von der nur 500 Stück hergestellt wurden. Diese diente größtenteils als Demo, nur 50 Platten gingen in den offiziellen Verkauf. Die EP ist somit eine Rarität und wird unter Sammlern enorm hoch gehandelt. Coldplay wurde daraufhin vom kleinen Independent-Label Fierce Panda Records unter Vertrag genommen. Die erste Veröffentlichung war die Brothers and Sisters EP, die im Februar 1999 in gerade einmal vier Tagen aufgenommen wurde.
Im Frühling 1999 unterschrieb Coldplay einen Fünf-Alben-Vertrag bei Parlophone, wo die Band bis heute unter Vertrag ist. Nach ihrem ersten Auftritt beim Glastonbury Festival ging die Band ins Studio, um ihre dritte EP The Blue Room aufzunehmen, von der im Oktober 5000 Stück in den Verkauf gingen. Bei der Produktion kam es zu Streitereien innerhalb der Band, in deren Folge Champion von Martin zunächst aus der Band geworfen, jedoch kurz darauf wieder zurückgeholt wurde. Um weiteren Ärger zu vermeiden, beschlossen die vier, Regeln innerhalb der Band einzuführen: 1. Gewinne werden geteilt, 2. Drogenkonsum führt zum Ausschluss aus der Band.

### Kommerzieller Durchbruch (2000–2006)

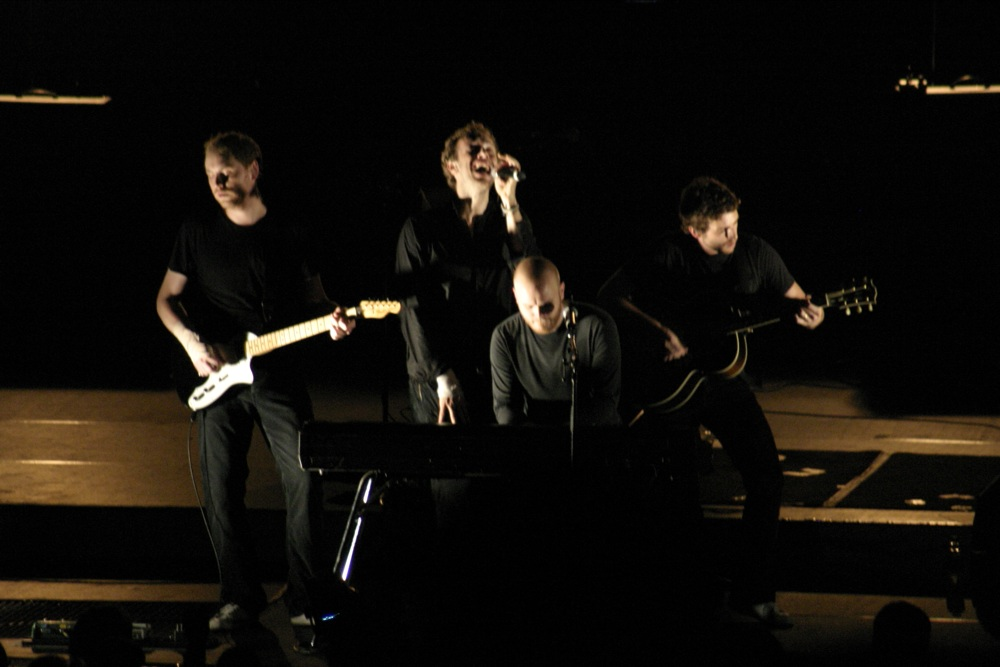
Coldplay bei einem Auftritt in den USA (2005)

Das erste Album Parachutes wurde auf Anhieb ein kommerzieller Erfolg und auch von den Kritikern hoch gelobt. Parachutes war für den Mercury Music Prize (2000) nominiert und gewann 2001 den Grammy Award als „Best Alternative Music Album“. Insgesamt wurde das Album bisher weltweit mehr als 18 Millionen Mal verkauft. In Großbritannien hielt es sich 33 Wochen lang in den Top Ten. Die Band machte sich mit dieser LP einen Namen und wurde oftmals mit der englischen Band Radiohead verglichen.
Das zweite Album A Rush of Blood to the Head aus dem Jahr 2002 war vielschichtiger – vermehrt nun auch mit Rock-Elementen – und intellektueller als das Debütalbum, was aber dem Erfolg keinen Abbruch tat und auch die Kritiker überzeugen konnte. Dabei bekam das Album gleich zwei Grammys, und zwar in den Kategorien „Bestes Alternative-Album“ und „Best Song“ für In My Place. Zudem war das Werk auf Platz eins der deutschen und britischen Albumcharts. In den USA erreichte es den fünften Rang. Mit diesem Album übertrafen die Bandmitglieder den Erfolg ihres Debüts mit über 23 Millionen verkauften Einheiten bei weitem.
Mit X&Y, ihrem dritten Studioalbum, knüpfte Coldplay an den Erfolg ihrer ersten beiden Alben an. Mit 8,3 Millionen verkauften Platten wurde es zum weltweit meistverkauften Album des Jahres 2005. Bis heute wurden über 21 Millionen Exemplare abgesetzt. Aber auch mit ihrer ersten Singleauskopplung Speed of Sound landeten die Musiker einen weltweit großen Hit. Die Band konnte sich damit erstmals in den Top-Ten der US-amerikanischen Billboard Charts und den Top 20 der deutschen Musik-Charts platzieren und gewann den MTV Europe Music Award 2005 in der Kategorie „Best Song“ für den Titel Speed of Sound. Im Vereinigten Königreich blieb Coldplay im Juni 2005 der Sprung auf Platz eins der Charts durch die erste kommerzielle Singleveröffentlichung eines Klingeltons (Crazy Frog) verwehrt. Außerdem erlangte Speed of Sound weitere Bekanntheit als offizieller Titelsong des ZDF zum Konföderationen-Pokal 2005. Auf dem Album X&Y befindet sich mit dem Stück Talk auch eine Adaption des Liedes Computer Love (Computerliebe) der Düsseldorfer Elektronikpioniere Kraftwerk.
Am 2. Juli 2005 trat Coldplay beim Live-8-Konzert in London auf. Neben ihren eigenen Songs In My Place und Fix You spielten die Musiker zusammen mit Richard Ashcroft Bitter Sweet Symphony von The Verve.

### Arbeit mit Brian Eno (2007–2021)
Für das vierte Album Viva la Vida or Death and All His Friends wurde neben Markus Dravs auch der Koproduzent Brian Eno eingesetzt, der die Band, die schon Auflösungsgedanken hatte, massiv unterstützte. Das Album erschien in Deutschland am 13. Juni 2008. Bereits seit dem 6. Juni stand es zum Pre-Listening auf der MySpace-Seite von Coldplay zur Verfügung.

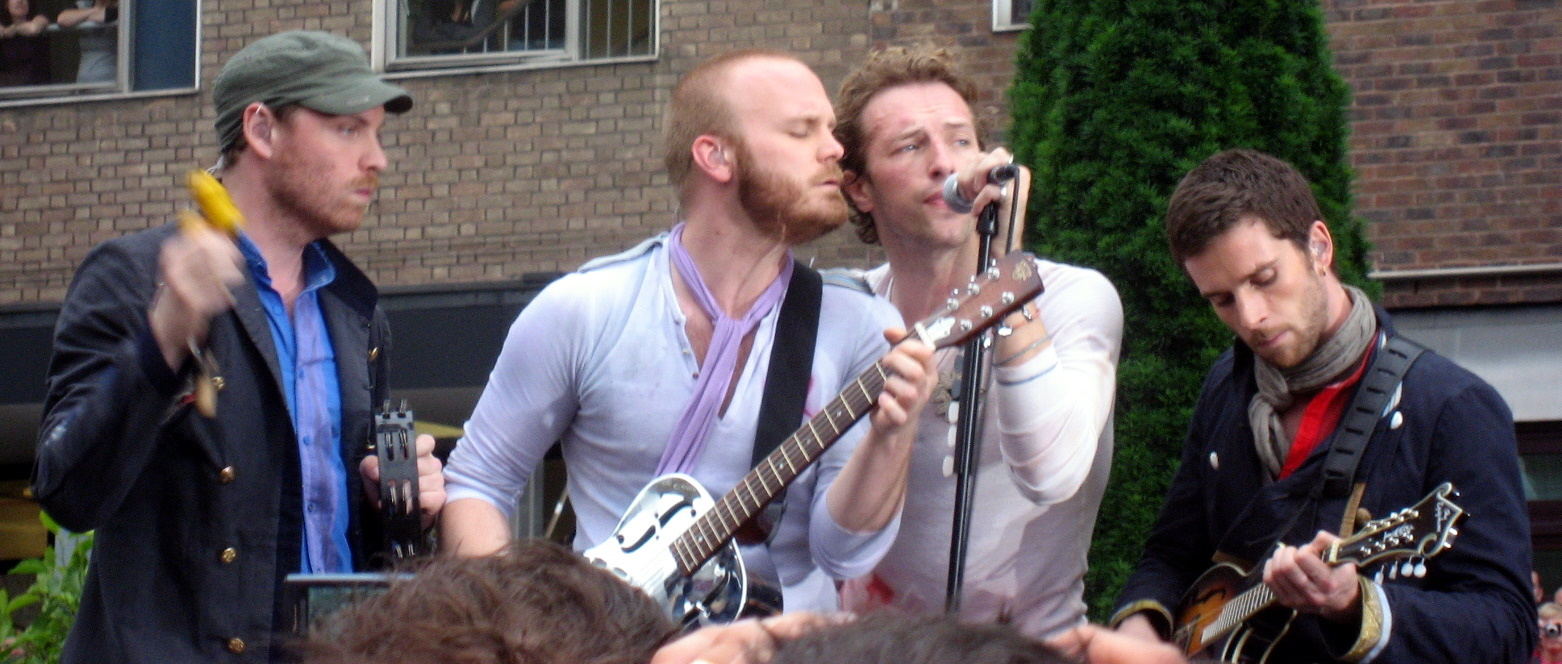
Coldplay live in London (2008)

Sämtliche Songs der Platte unterscheiden sich von den früheren Liedern der Band, so dass der Stil mit den vorherigen Alben kaum zu vergleichen ist. Auf dem Album sind mit Chinese Sleep Chant und The Escapist zwei Hidden Tracks vorhanden. Am 29. April erschien Violet Hill als Lead-Single vorab zum kostenlosen Herunterladen, ehe es am 9. Mai 2008 in Deutschland offiziell in den Verkauf ging.

Die Freiheit führt das Volk von Eugène Delacroix ist das Vorbild für das Cover des Albums Viva la Vida or Death and All His Friends.

Für das Titelbild des Albums wird Die Freiheit führt das Volk verwendet, ein Gemälde aus dem Jahre 1830 von Eugène Delacroix. Das Gemälde verdeutlicht das zu dieser Zeit vorherrschende Streben nach Liberalismus und Freiheit der Bevölkerung und stellt die Straßenschlachten der Julirevolution dar, als sich Bürger trotz hoher Verluste im Kampf um Freiheit und Mitspracherecht gegen die absolutistische Herrschaft Karls X. durchsetzten. Über Die Freiheit führt das Volk wurde für das Album der Schriftzug „Viva la Vida“ gesetzt.
Das Album wurde wieder ein großer Erfolg für die Band. Nicht nur, dass es selbst in zahlreichen Staaten Platz 1 der Charts eroberte, mit der Single Viva la Vida schaffte sie es erstmals auch in den Singles-Charts in Großbritannien und den USA bis an die Spitze. Mit dem Erfolg gehörte sie auch zu den Favoriten bei den Grammy Awards 2009. Sie gewann am Ende drei Grammys bei sieben Nominierungen. Ihre Single Viva la Vida wurde in der Kategorie Bester Song und Beste Pop-Darbietung einer Gruppe ausgezeichnet, während ihr Album Viva la Vida or Death and All His Friends in der Kategorie Bestes Rockalbum prämiert wurde. Im August 2008 veröffentlichte Coldplay zu dem Song ein zweites Musikvideo zu Ehren von Anton Corbijn und Depeche Mode. Dieses ist eine Hommage an das Musikvideo zum Song Enjoy the Silence.
Am 16. Juni 2008 startete die Band in London ihre Viva-la-Vida-Tour. Im Rahmen der Welttournee spielte sie in Großbritannien, den USA, Kanada, Japan, Frankreich, Spanien, Deutschland (Mannheim, Köln, Hamburg, Berlin, München), Österreich, Ungarn, Tschechien, Schweden, Norwegen, der Schweiz, Italien, den Niederlanden und Belgien. Sie endete am 15. Februar 2009 im japanischen Osaka. 2009 wurde die Viva La Vida-Tour auf Stadionkonzerte ausgeweitet, und es fanden etliche Zusatzkonzerte statt, unter anderem in Hannover, Düsseldorf und München.
Im Dezember 2008 verklagte der New Yorker Gitarrist Joe Satriani die Band, der Song Viva la Vida enthalte Akkordfolgen, Harmonien und Dynamik aus seinem Stück If I Could Fly (Is There Love in Space?) von 2004. Im September 2009 einigten sich die Beteiligten außergerichtlich.
2010 erhob der Musiker Sammie Lee Smith Plagiatsvorwürfe gegen die Band. Sie hätten seine Songs Yellow, Trouble und Clocks unrechtmäßig genutzt. Der Prozess wird in Los Angeles geführt.
Am 1. Dezember 2010 wurde eine neue Single mit Christmas Lights veröffentlicht.
Am 3. Juni 2011 trat Coldplay beim deutschen Musikfestival Rock im Park auf und stellte dabei ihre neue Single Every Teardrop Is a Waterfall vor (Die Single erschien am 5. Juni 2011) und die Lieder Us Against the World, Hurts Like Heaven, Major Minus und Charlie Brown.
Every Teardrop Is a Waterfall ist von Peter Allens I Go to Rio inspiriert, das bereits als Vorlage für den mit einer goldenen Schallplatte ausgezeichneten 1990er-Sommerhit von Verona Pooth alias Chocolate (produziert von DJ Alex Christensen) diente. In früheren Interviews mit der Band hieß es, dass Every Teardrop Is a Waterfall auf dem fünften Studioalbum erscheinen wird.
Die EP Every Teardrop Is A Waterfall erschien am 26. Juni 2011 als CD und 7″-Vinyl Version mit dem zusätzlichen neuen Song Major Minus. Die „Digital Bundle Version“, welche im iTunes-Store vorbestellt werden konnte, enthält zusätzlich den Song Moving to Mars.

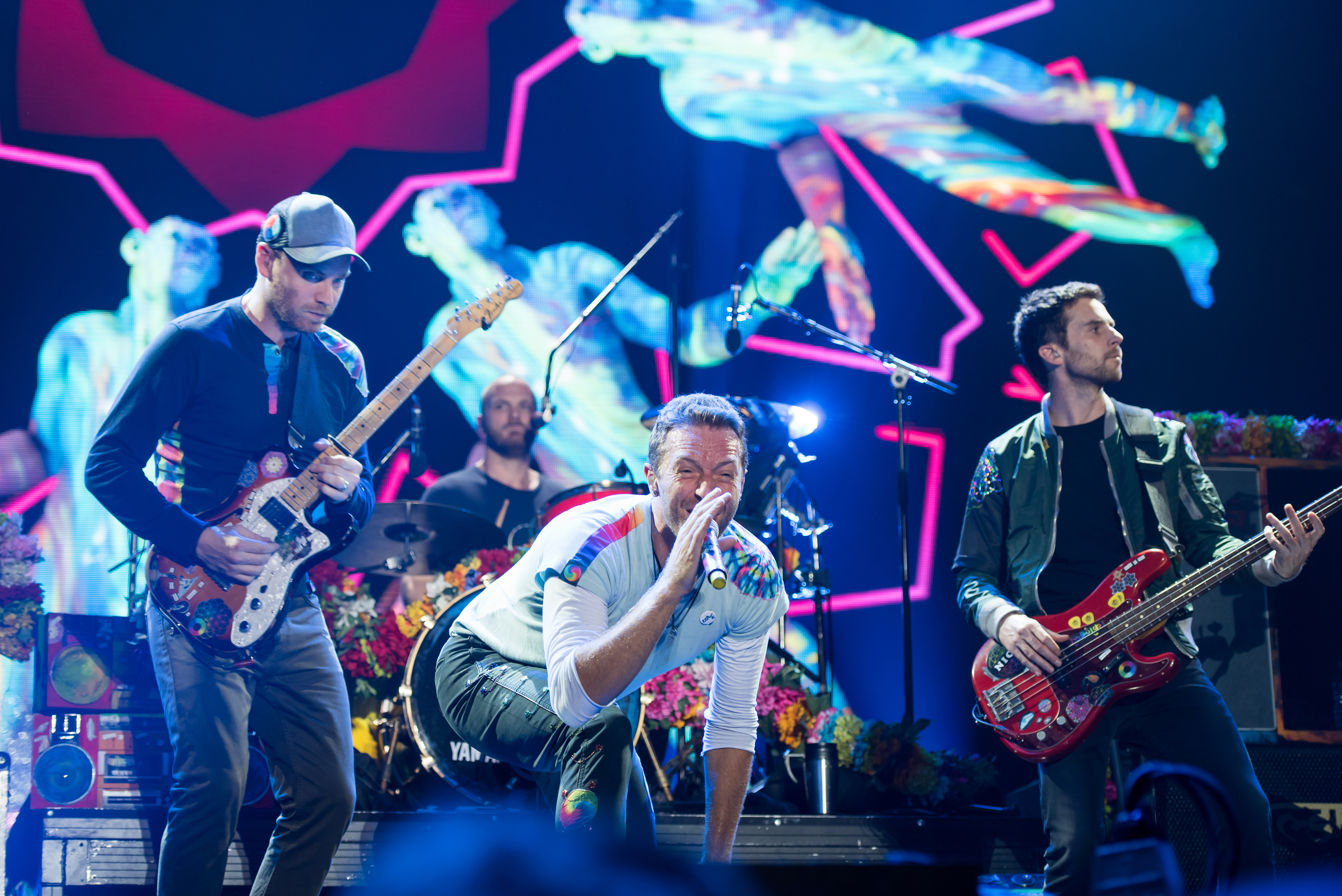
Coldplay live in Hamburg (2017)

Am 12. August 2011 wurde das fünfte Album offiziell bestätigt. Mylo Xyloto ist am 21. Oktober 2011 in Deutschland erschienen. Für Großbritannien wurde als Erscheinungsdatum der 24. Oktober 2011 angegeben.
Am 19. September 2011 kündigte die Band eine Europatournee mit drei Konzerten in Deutschland an. Wenige Tage zuvor erschien die zweite Single des neuen Albums, Paradise, deren Intro von der früheren Roxette-Single Wish I could fly inspiriert ist und umgehend neue Plagiatsgerüchte aufkommen ließ.
Die Termine der Europa-Tournee wurden im Dezember 2011 bekanntgegeben. Sie führte durch Fußballstadien unter anderem in Deutschland, Italien, Spanien, Polen, Tschechien, Schweden, den Niederlanden und der Schweiz sowie im Vereinigten Königreich.
Im Rahmen der Berichterstattung zum Hannover-Konzert am 22. September 2012 protestierte der NDR zusammen mit Berufsverbänden in einem Bild-Boykott, da das Management der Band von jedem Pressefotografen verlangt habe, „einen inakzeptablen Vertrag zu unterschreiben“. Der Vertrag sah weitreichende Entscheidungs- und honorarfreie Verwertungsrechte des Managements über die Aufnahmen von Profifotografen vor.
Am 16. November 2012 erschien ihr drittes Live-Album mit dem Titel Live 2012, das im Rahmen der Mylo Xyloto-Tour aufgenommen worden ist. Nebenher wurde der Live-Mitschnitt als DVD sowie Blu-Ray-Edition veröffentlicht. Das Album erreichte Platz 3 der deutschen Charts. Ihre Tour war mit eingespielten 130 Millionen Euro die dritterfolgreichste Tour 2012.
Mylo Xyloto verkaufte sich weltweit mehr als 8 Millionen Mal.
Ende August 2013 kündigte Coldplay an, dass ihr neuer Song Atlas als offizieller Soundtrack zu der Fortsetzung des Films Die Tribute von Panem – The Hunger Games dienen werde. Am 6. September 2013 wurde das Lied dann weltweit veröffentlicht. In Großbritannien erschien es zwei Tage später.
Am 25. Februar 2014 veröffentlichte Coldplay den Song Midnight als Video-Premiere in Deutschland exklusiv auf Spiegel Online. Wenige Tage später, am 3. März 2014, gab Coldplay bekannt, ihr sechstes Studio-Album am 16. Mai 2014 zu veröffentlichen mit dem Namen Ghost Stories. Der Song Midnight ist ebenfalls auf diesem Album sowie die am 3. März veröffentlichte erste Single, Magic, in deren Video Zhang Ziyi die weibliche Hauptrolle spielt.
Am 2. Mai 2014 erschien der Song A Sky Full of Stars als nächste Single-Auskopplung. Das Lied entstand in Zusammenarbeit mit dem schwedischen House-DJ Avicii. Es enthält überwiegend Elemente der Dance-Musik. Bereits nach wenigen Stunden stand das Lied auf Platz eins der deutschen iTunes-Charts.
Zur Veröffentlichung ihres neuen Albums Ghost Stories spielt die Band zwischen April und Juli sechs Shows, darunter auch eine im E-Werk in Köln.
Am 4. Dezember 2014 kündigte Martin in einem Interview mit BBC Radio 1 an, dass die Arbeiten am siebten Studio-Album schon längst begonnen hatten. In einem weiteren Interview deutete er an, dass A Head Full of Dreams das letzte Album der Band sein könnte.

„It’s our seventh thing and the way we look at it it’s like the last Harry Potter book. That’s not to say there won’t be another thing one day, but this is the completion of something. … I have to think of it as the final thing we’re doing, otherwise we wouldn’t put everything into it.“

„Es ist unser siebtes Projekt, und so wie wir es sehen, ist es wie das letzte Harry-Potter-Buch. Das heißt nicht, dass es nicht eines Tages ein weiteres Ding geben wird, aber das ist die Vollendung von etwas. ... Ich muss es als das letzte Ding betrachten, das wir machen, sonst würden wir nicht alles hineinstecken.“

Das Album erschien am 4. Dezember 2015. Knapp einen Monat davor wurde am 6. November die erste Single des Albums veröffentlicht. Sie trägt den Titel Adventure of a Lifetime. Vor der offiziellen Ankündigung gab es in London verschiedene Plakate zu sehen, die auf das Album hindeuteten.
Am 7. Februar 2016 sang Coldplay beim 50. NFL Super Bowl in der Halftime-Show.
Am 22. Februar 2017 erschien der Song Something Just Like This des DJ-Duos The Chainsmokers in Zusammenarbeit mit Coldplay. Während Berryman an der Bass-Gitarre agierte, waren Buckland für die Leadgitarre, Champion für Drums und Backing Vocals sowie Martin für die Lead Vocals und das Piano verantwortlich.
Am 14. Juli 2017 erschien die EP Kaleidoscope. Zuvor veröffentlichten sie mit All I Can Think About Is You und A L I E N S zwei Singles der EP. Die kompletten Einnahmen des Songs A L I E N S wurden an Migranten gespendet, die „sich auf der gefährlichen Reise nach Europa befinden“.
Am 22. November 2019 wurde das achte Studioalbum Everyday Life veröffentlicht. Am 24. Oktober 2019 erschienen mit den Songs Arabesque und Orphans die ersten Auskopplungen aus dem Album. Am 3. November 2019 wurde mit dem Song Everyday Life die dritte Single veröffentlicht. Am 20. November wurden die Songs Daddy und Champion Of The World veröffentlicht. Das Video zur vierten Single Daddy wurde von dem englischen Filmstudio Aardman Animations unter der Regie der finnischen Regisseurin Åsa Lucander produziert.
Am 7. Mai 2021 wurde die Single Higher Power veröffentlicht. Die Single ist der erste Titel vom Album Music of the Spheres, das am 15. Oktober 2021 veröffentlicht wurde. Am 24. September 2021 erschien der Song My Universe, der zusammen mit der südkoreanischen Gruppe BTS aufgenommen wurde. Die Titel Let Somebody Go und Human Heart wurden mit zusätzlichen Sängern eingespielt.

### Moon Music (seit 2024)
Am 13. Juni 2024 kündigte die Band Feels Like I’m Falling in Love an, die Leadsingle ihres kommenden Albums Moon Music. Das Album wurde über Coldplays Social-Media-Profile bekannt gegeben, und ist am 4. Oktober in mehreren Versionen erschienen. Zwei Wochen später traten sie zum fünften Mal als Headliner beim Glastonbury Festival auf, unter anderem mit Victoria Canal, Michael J. Fox und Laura Mvula.

## Stil
Coldplay wurde sehr stark durch die schottische Band Travis beeinflusst. Martin sagte in einem Interview, dass es ohne Travis seine Band wahrscheinlich nie gegeben hätte. Das Songwriting – insbesondere beim älteren Material – war sehr durch Jeff Buckley beeinflusst, den ohnehin viele Musiker als Inspirationsquelle in Sachen Songwriting bezeichnen. Die jüngeren Stücke gehen dennoch eher in Richtung Travis und U2. Aber auch Echo and the Bunnymen – mit deren Sänger Ian McCulloch Martin eng befreundet ist – sowie Ex-Beatle George Harrison und die norwegische Pop-Band a-ha hatten Einfluss auf den musikalischen Werdegang der Band.

## Soloprojekte
Zusammen mit dem a-ha-Gitarristen und -Keyboarder Magne Furuholmen und zwei weiteren Musikern gründete Berryman 2008 die Supergroup Apparatjik.

## Soziales Engagement
Coldplay unterstützt seit Jahren die Entwicklungshilfsorganisation Oxfam. So gilt Martin als bekanntestes Gesicht der Oxfam-Kampagne Make Trade Fair. Ebenso setzt sich die Band für Amnesty International ein. Ihr soziales Engagement zeigte die Band auf diversen Wohltätigkeitsveranstaltungen wie Live 8, Band Aid 20 oder Teenage Cancer Trust. Seit 2021 unterstützen sie die Umweltorganisation The Ocean Cleanup durch Sponsoring eines Flussreinigungssystems und bei ihrer Welttournee 2022 wiesen sie auf den kritischen Zustand der Ozeane hin und sprachen ihre Unterstützung für die Meeresschutzorganisation Sea Shepherd aus.

## Diskografie
Studioalben

| Jahr | Titel Musiklabel                                           | Höchstplatzierung, Gesamtwochen, AuszeichnungChartplatzierungen (Jahr, Titel, Musiklabel, Platzierungen, Wochen, Auszeichnungen, Anmerkungen) | Höchstplatzierung, Gesamtwochen, AuszeichnungChartplatzierungen (Jahr, Titel, Musiklabel, Platzierungen, Wochen, Auszeichnungen, Anmerkungen) | Höchstplatzierung, Gesamtwochen, AuszeichnungChartplatzierungen (Jahr, Titel, Musiklabel, Platzierungen, Wochen, Auszeichnungen, Anmerkungen) | Höchstplatzierung, Gesamtwochen, AuszeichnungChartplatzierungen (Jahr, Titel, Musiklabel, Platzierungen, Wochen, Auszeichnungen, Anmerkungen) | Höchstplatzierung, Gesamtwochen, AuszeichnungChartplatzierungen (Jahr, Titel, Musiklabel, Platzierungen, Wochen, Auszeichnungen, Anmerkungen) | Anmerkungen                                                  |
| Jahr | Titel Musiklabel                                           | DE | AT | CH | UK | US | Anmerkungen                                                  |
| ---- | ---------------------------------------------------------- | --- | --- | --- | --- | --- | ------------------------------------------------------------ |
| 2000 | Parachutes Parlophone (EMI)                                | DE54 Gold · (30 Wo.)DE | AT36 a (9 Wo.)AT | CH38 Gold · (40 Wo.)CH | UK1 ×9Neunfachplatin · (193 Wo.)UK | US51 ×2Doppelplatin · (80 Wo.)US | Erstveröffentlichung: 10. Juli 2000 Verkäufe: + 10.230.000   |
| 2002 | A Rush of Blood to the Head Parlophone (EMI)               | DE1 ×2Doppelplatin · (101 Wo.)DE | AT10 Platin · (57 Wo.)AT | CH1 Gold · (96 Wo.)CH | UK1 ×10Zehnfachplatin · (150 Wo.)UK | US5 ×4Vierfachplatin · (108 Wo.)US | Erstveröffentlichung: 12. August 2002 Verkäufe: + 15.000.000 |
| 2005 | X&Y Parlophone (EMI)                                       | DE1 ×3Dreifachplatin · (64 Wo.)DE | AT1 Platin · (58 Wo.)AT | CH1 ×2Doppelplatin · (58 Wo.)CH | UK1 ×9Neunfachplatin · (111 Wo.)UK | US1 ×3Dreifachplatin · (67 Wo.)US | Erstveröffentlichung: 3. Juni 2005 Verkäufe: + 13.000.000    |
| 2008 | Viva la Vida or Death and All His Friends Parlophone (EMI) | DE1 ×7Siebenfachgold · (62 Wo.)DE | AT1 ×2Doppelplatin · (41 Wo.)AT | CH1 ×3Dreifachplatin · (72 Wo.)CH | UK1 ×5Fünffachplatin · (86 Wo.)UK | US1 ×2Doppelplatin · (78 Wo.)US | Erstveröffentlichung: 13. Juni 2008 Verkäufe: + 10.000.000   |
| 2011 | Mylo Xyloto Parlophone (EMI)                               | DE1 ×2Doppelplatin · (46 Wo.)DE | AT2 Gold · (42 Wo.)AT | CH1 ×2Doppelplatin · (58 Wo.)CH | UK1 ×5Fünffachplatin · (79 Wo.)UK | US1 Platin · (54 Wo.)US | Erstveröffentlichung: 21. Oktober 2011 Verkäufe: + 8.000.000 |
| 2014 | Ghost Stories Parlophone (WMG)                             | DE1 ×3Dreifachgold · (41 Wo.)DE | AT2 Platin · (26 Wo.)AT | CH1 ×2Doppelplatin · (69 Wo.)CH | UK1 ×2Doppelplatin · (57 Wo.)UK | US1 ×2Doppelplatin · (43 Wo.)US | Erstveröffentlichung: 16. Mai 2014 Verkäufe: + 4.217.500     |
| 2015 | A Head Full of Dreams Parlophone (WMG)                     | DE3 ×2Doppelplatin · (57 Wo.)DE | AT4 Gold · (64 Wo.)AT | CH1 Platin · (87 Wo.)CH | UK1 ×4Vierfachplatin · (97 Wo.)UK | US2 Platin · (65 Wo.)US | Erstveröffentlichung: 4. Dezember 2015 Verkäufe: + 5.000.000 |
| 2019 | Everyday Life Parlophone (WMG)                             | DE4 (14 Wo.)DE | AT5 (11 Wo.)AT | CH1 (30 Wo.)CH | UK1 Platin · (16 Wo.)UK | US7 (6 Wo.)US | Erstveröffentlichung: 22. November 2019 Verkäufe: + 507.500  |
| 2021 | Music of the Spheres Parlophone (WMG)                      | DE2 (27 Wo.)DE | AT2 (11 Wo.)AT | CH2 (27 Wo.)CH | UK1 Gold · (14 Wo.)UK | US4 (8 Wo.)US | Erstveröffentlichung: 15. Oktober 2021 Verkäufe: + 447.500   |
| 2024 | Moon Music Parlophone (WMG)                                | DE1 (20 Wo.)DE | AT1 (15 Wo.)AT | CH1 (16 Wo.)CH | UK1 Platin · (16 Wo.)UK | US1 (3 Wo.)US | Erstveröffentlichung: 4. Oktober 2024 Verkäufe: + 395.000    |

- Frontcover zu X&Y

## Auszeichnungen
- NME Award 2001 für „Best Single“: Yellow
- NME Award 2001 für „Best Artist“
- NME Award 2001 für „Session of the Year (Radio 1)“
- Q Award 2005 für „Best Album“: A Rush of Blood to the Head
- Q Award 2005 für „Best Act in the World Today“
- Q Award 2008 für „Best Album“: Viva la Vida or Death And All His Friends
- Q Award 2008 für „Best Act in the World Today“
- Q Award 2011 für „Best Act in the World Today“
- Grammy 2002 für „Best Alternative Music Album“: Parachutes
- Grammy 2003 für „Bester Rocksong einer Band“: In My Place
- Grammy 2003 für „Bestes Alternative-Album“: A Rush of Blood to the Head
- Grammy 2004 für „Record of the Year“: Clocks
- Grammy 2009 für „Song of the Year“: Viva la Vida
- Grammy 2009 für „Best Pop Performance by a Duo or Group with Vocals“: Viva la Vida
- Grammy 2009 für „Best Rock Album“: Viva la Vida or Death and All His Friends
- MTV Europe Music Awards 2005 Kategorie „Best UK/Irish-Act“
- MTV Europe Music Awards 2005 Kategorie „Best Song“ für den Titel: Speed of Sound
- MTV Europe Music Awards 2015 Kategorie „Best Rock“
- MTV Europe Music Awards 2016 Kategorie „Best Rock“
- MTV Video Music Awards 2012 Kategorie „Best Rock Video“ für den Titel: Paradise
- Brit Awards 2001 Kategorie „Best Album“ für Parachutes
- Brit Awards 2001 Kategorie „Best Group“
- Brit Awards 2003 Kategorie „Best Album“ für A Rush of Blood to the Head
- Brit Awards 2003 Kategorie „Best Group“
- Brit Awards 2005 Kategorie „Best Song“ für den Titel Speed of Sound
- Brit Awards 2005 Kategorie „Best Album“ für X&Y
- Brit Awards 2012 Kategorie „Best Group“
- Brit Awards 2013 Kategorie „Best Live Act“
- Brit Awards 2016 Kategorie „British Group“
- Echo 2006 Kategorie „Gruppe International“
- Echo 2009 Kategorie „Gruppe International“
- Echo 2012 Kategorie „Gruppe International“
- Echo 2016 Kategorie „Gruppe International“
- Juno Awards 2017 Kategorie International Album of the Year für A Head Full of Dreams
- MTV Video Music Awards 2020 Kategorie „Best Rock“ für Orphans